# Shane Olivea
Shane Olivea (Cedarhurst, Nueva York, 7 de octubre de 1981 - 2 de marzo de 2022) fue un jugador de fútbol americano estadounidense que se desempeñaba en la posición de tackle ofensivo. Fue seleccionado por los San Diego Chargers en la séptima ronda del Draft de la NFL de 2004. Jugó fútbol americano universitario para la Universidad Estatal de Ohio.
Olivea también fue miembro de los New York Giants, Florida Tuskers y Virginia Destroyers.

## Carrera
Después de crecer en Long Beach, Nueva York y asistir a Lawrence High School en su último año, Olivea jugó para la Universidad Estatal de Ohio de 2000 a 2003. Fue titular durante tres años y dos veces miembro del segundo equipo All-Big Ten.

## Trayectoria

### 2004 NFL Draft
Originalmente valorado como una tercera ronda, Olivea se lesionó el músculo pectoral levantando pesas aproximadamente una semana antes del draft y esto asustó a muchos equipos. Uno de los cuales fueron los Miami Dolphins, que querían tomar a Olivea en el primer día, pero llamaron justo antes de su selección de la tercera ronda para decirle a Olivea que lo sacaron de su tablero de selección porque pensaron que necesitaría cirugía. A. J. Smith, entusiasmado por el hecho de que Olivea estuvo fuera de muchos tableros de draft, lo eligió con una de sus selecciones finales. Con respecto al estado de las lesiones de Olivea, AJ dijo: “Lo revisamos, como muchos clubes, pero el personal médico varía. Dependemos en gran medida de nuestro personal médico, y salió perfectamente. No nos arriesgaremos si creemos que un jugador es un producto dañado. Estábamos haciendo otras cosas (en rondas anteriores), así que, egoístamente, nos alegramos de que tomara un paseo (cayó en el estado del draft) y todavía estaba allí. Como que robamos uno en la séptima ronda”. Olivea fue reclutado por los Chargers (209° global) en la última ronda del Draft de la NFL de 2004.
After growing up in Long Beach, New York and attending Lawrence High School his senior year, Olivea played for Ohio State University from 2000-2003. He was a three-year starter and a two-time member of the All-Big Ten second team.

### San Diego Chargers
Desde que fue reclutado en 2004, Olivea inició 31 de 32 juegos en 2 temporadas para los Chargers. En agosto de 2006, los Chargers premiaron a Olivea con una extensión de 6 años y $20 millones. El acuerdo lo convirtió en el sexto tackle derecho mejor pagado de la NFL en ese momento. 
Debido a su desempeño y su baja posición en el draft, se consideró que Olivea era un robo en el draft. El 28 de febrero de 2008, Olivea fue liberada por los Chargers, debido a una prueba de drogas fallida luego de una prueba de drogas fallida anterior. Olivea dio positivo por analgésicos.

### New York Giants
El 10 de julio de 2008, se informó que Olivea había aceptado los términos de un contrato con los New York Giants. 
El 14 de agosto de 2008, los Giants colocaron al tackle ofensivo Shane Olivea en la lista de reservas lesionados al final de la temporada por una lesión en la espalda. Más tarde fue liberado con un acuerdo por lesiones.